# Aureliana fasciculata
Aureliana fasciculata är en potatisväxtart som beskrevs av Sendt. Aureliana fasciculata ingår i släktet Aureliana och familjen potatisväxter.

## Underarter
Arten delas in i följande underarter:
- A. f. longifolia
- A. f. tomentella